# Adoretus leo
Adoretus leo är en skalbaggsart som beskrevs av Gilbert John Arrow 1911. Adoretus leo ingår i släktet Adoretus och familjen Rutelidae. Inga underarter finns listade i Catalogue of Life.